# 索爾韋山脈
索爾韋山脈（英語：Solvay Mountains）是南極洲的山脈，位於帕默群島的布拉班特島南部，海拔高度超過1,500米，由比利時探險隊發現，現時由南極條約體系管理。
64°25′S 62°32′W / 64.417°S 62.533°W